# تشارلز نوكولو
تشارلز نوكولو (بالإنجليزية: Charles Nwokolo) (مواليد 21 سبتمبر 1960) هو ملاكم نيجيري، مثّل بلاده في الألعاب الأولمبية الصيفية 1984.

## روابط خارجية
تشارلز نوكولو على موقع بوكس ريك (الإنجليزية) (registration required)
- تشارلز نوكولو على موقع اللجنة الأولمبية الدولية (الإنجليزية)
- تشارلز نوكولو على موقع أوليمبيديا (الإنجليزية)
- تشارلز نوكولو على موقع اتحاد ألعاب الكومنولث (مؤرشف) (الإنجليزية)